# Coppa dell'Asia orientale 2010
La Coppa dell'Asia orientale o East Asian Cup 2010, quarta edizione della competizione, si disputò in Guam (prima fase), Taipei Cinese (seconda fase) e Giappone (fase finale) dall'11 marzo 2009 al 14 luglio 2010. Trionfò la Cina che ottenne così il suo secondo successo dopo quello del 2005.

## Squadre partecipanti
- Guam
- Mongolia
- Macao
- Isole Marianne Settentrionali
- Taipei cinese
- Corea del Nord
- Hong Kong
- Cina
- Corea del Sud
- Giappone

## Prima fase
La prima fase del torneo si è svolta a Yona, a Guam.
Ha trionfato la formazione di casa che ha avuto accesso alla seconda fase e ha anche ottenuto una storica vittoria sulla Mongolia.
| Squadra                       | Pti | G | V | Pa | Pe | GF | GS | DR |
| ----------------------------- | --- | - | - | -- | -- | -- | -- | -- |
| Guam                          | 7   | 3 | 2 | 1  | 0  | 5  | 3  | +2 |
| Mongolia                      | 6   | 3 | 2 | 0  | 1  | 6  | 3  | +3 |
| Macao                         | 4   | 3 | 1 | 1  | 1  | 9  | 5  | +4 |
| Isole Marianne Settentrionali | 0   | 3 | 0 | 0  | 3  | 3  | 12 | −9 |

| Yona 11 marzo 2009 | Macao     | 6 – 1     | Isole Marianne Settentrionali | Leo Palace Resort |
| \| \| \| \| \| Chan Kin Seng 13’, 24’ Ho Man Hu 33’, 90’ Leong Chong In 40’ Loi Wai Hong 62’ \| Marcatori \| 5’ Miller \| |           |           |                               |                   |
| |           |           |                               |                   |
| Chan Kin Seng 13’, 24’ Ho Man Hu 33’, 90’ Leong Chong In 40’ Loi Wai Hong 62’                                             | Marcatori | 5’ Miller |                               |                   |

| Yona 11 marzo 2009                            | Guam      | 1 – 0 | Mongolia | Leo Palace Resort |
| \| \| \| \| \| Mendiola 9’ \| Marcatori \| \| |           |       |          |                   |
|                                               |           |       |          |                   |
| Mendiola 9’                                   | Marcatori |       |          |                   |

| Yona 13 marzo 2009                                                            | Macao     | 1 – 2                         | Mongolia | Leo Palace Resort |
| \| \| \| \| \| Ho Man Hu 79’ \| Marcatori \| 67’ Norjmoo 69’ Lkhümbengarav \| |           |                               |          |                   |
|                                                                               |           |                               |          |                   |
| Ho Man Hu 79’                                                                 | Marcatori | 67’ Norjmoo 69’ Lkhümbengarav |          |                   |

| Yona 13 marzo 2009                                                       | Guam      | 2 – 1            | Isole Marianne Settentrionali | Leo Palace Resort |
| \| \| \| \| \| Borja 10’ Mariano 68’ \| Marcatori \| 81’ (rig.) Loken \| |           |                  |                               |                   |
|                                                                          |           |                  |                               |                   |
| Borja 10’ Mariano 68’                                                    | Marcatori | 81’ (rig.) Loken |                               |                   |

| Yona 15 marzo 2009                                                                                     | Isole Marianne Settentrionali | 1 – 4                                                       | Mongolia | Leo Palace Resort |
| \| \| \| \| \| Swaim 5’ \| Marcatori \| 16’ Lkhümbengarav 42’ Sukhbaatar 71’ Norjmoo 90’ Battsagaan \| |                               |                                                             |          |                   |
| |                               |                                                             |          |                   |
| Swaim 5’                                                                                               | Marcatori                     | 16’ Lkhümbengarav 42’ Sukhbaatar 71’ Norjmoo 90’ Battsagaan |          |                   |

| Yona 15 marzo 2009                                                              | Guam      | 2 – 2                  | Macao | Leo Palace Resort |
| \| \| \| \| \| Borja 36’ Cunliffe 90’ \| Marcatori \| 10’, 51’ Chan Kin Seng \| |           |                        |       |                   |
|                                                                                 |           |                        |       |                   |
| Borja 36’ Cunliffe 90’                                                          | Marcatori | 10’, 51’ Chan Kin Seng |       |                   |

## Seconda fase
La seconda fase si è svolta nella città taiwanese Kaohsiung e ha accolto Guam, vincitore della prima fase.
L'ottima differenza reti (soprattutto in merito al 12-0 inflitto a Guam) ha permesso a Hong Kong di superare la Corea del Nord e di accedere alla fase finale.
| Squadra        | Pti | G | V | Pa | Pe | GF | GS | DR  |
| -------------- | --- | - | - | -- | -- | -- | -- | --- |
| Hong Kong      | 7   | 3 | 2 | 1  | 0  | 16 | 0  | +16 |
| Corea del Nord | 7   | 3 | 2 | 1  | 0  | 11 | 3  | +8  |
| Taipei cinese  | 3   | 3 | 1 | 0  | 2  | 5  | 8  | −3  |
| Guam           | 0   | 3 | 0 | 0  | 3  | 4  | 25 | −21 |

| Kaohsiung 23 agosto 2009 | Corea del Nord | 9 – 2                 | Guam | World Games Stadium |
| \| \| \| \| \| Kim Yong-Jun 8’ Pak Nam-Chol 12’ An Chol-hyok 21’, 74’, 78’, 89’ Choe Kum-Chol 28’, 41’ Mun In-Guk 45+2’ \| Marcatori \| 1’ Borja 20’ Cunliffe \| |                |                       |      |                     |
| |                |                       |      |                     |
| Kim Yong-Jun 8’ Pak Nam-Chol 12’ An Chol-hyok 21’, 74’, 78’, 89’ Choe Kum-Chol 28’, 41’ Mun In-Guk 45+2’                                                         | Marcatori      | 1’ Borja 20’ Cunliffe |      |                     |

| Kaohsiung 23 agosto 2009                                                                                   | Taipei cinese | 0 – 4                                                                    | Hong Kong | World Games Stadium |
| \| \| \| \| \| \| Marcatori \| 38’ Lee Wai Lim 45+1’ Chan Wai Ho 60’ Chan Siu Ki 63’ Gerard Ambassa Guy \| |               |                                                                          |           |                     |
| |               |                                                                          |           |                     |
| | Marcatori     | 38’ Lee Wai Lim 45+1’ Chan Wai Ho 60’ Chan Siu Ki 63’ Gerard Ambassa Guy |           |                     |

| Kaohsiung 25 agosto 2009 | Hong Kong | 0 – 0 | Corea del Nord | World Games Stadium |

| Kaohsiung 25 agosto 2009                                                                            | Taipei cinese | 4 – 2         | Guam | World Games Stadium |
| \| \| \| \| \| Chen Po-Liang 45’, 68’ Chang Han 61’ Lo Chih-En 75’ \| Marcatori \| 5’, 26’ Borja \| |               |               |      |                     |
| |               |               |      |                     |
| Chen Po-Liang 45’, 68’ Chang Han 61’ Lo Chih-En 75’                                                 | Marcatori     | 5’, 26’ Borja |      |                     |

| Kaohsiung 27 agosto 2009 | Hong Kong | 12 – 0 | Guam | World Games Stadium |
| \| \| \| \| \| Man Pei Tak 5’ Wong Chin Hung 15’ Chan Siu Ki 18’, 35’, 75’, 77’ Chao Pengfei 37’, 71’, 92’ Leung Chung Pong 41’ Poon Yiu Cheuk 89’ Chan Wai Ho 90’ \| Marcatori \| \| |           |        |      |                     |
| |           |        |      |                     |
| Man Pei Tak 5’ Wong Chin Hung 15’ Chan Siu Ki 18’, 35’, 75’, 77’ Chao Pengfei 37’, 71’, 92’ Leung Chung Pong 41’ Poon Yiu Cheuk 89’ Chan Wai Ho 90’                                   | Marcatori |        |      |                     |

| Kaohsiung 27 agosto 2009                                                              | Taipei cinese | 1 – 2                                 | Corea del Nord | World Games Stadium |
| \| \| \| \| \| Chang Han 49’ \| Marcatori \| 23’ (rig.) Jong Tae-Se 61’ Ji Yun-Nam \| |               |                                       |                |                     |
|                                                                                       |               |                                       |                |                     |
| Chang Han 49’                                                                         | Marcatori     | 23’ (rig.) Jong Tae-Se 61’ Ji Yun-Nam |                |                     |

## Fase finale
L'ultima fase della competizione si è svolta a Tokyo nell'Ajinomoto Stadium e nel National Stadium.
Oltre ad aver vinto, la Nazionale cinese ha anche mantenuto la rete inviolata, mostrando una buona difesa.
| Squadra       | Pti | G | V | Pa | Pe | GF | GS | DR  |
| ------------- | --- | - | - | -- | -- | -- | -- | --- |
| Cina          | 7   | 3 | 2 | 1  | 0  | 5  | 0  | +5  |
| Corea del Sud | 6   | 3 | 2 | 0  | 1  | 8  | 4  | +4  |
| Giappone      | 4   | 3 | 1 | 1  | 1  | 4  | 3  | +1  |
| Hong Kong     | 0   | 3 | 0 | 0  | 3  | 0  | 10 | −10 |

| Chōfu 6 febbraio 2010, ore 19:15 UTC+9 | Giappone         | 0 – 0 referto | Cina | Tokyo Stadium (25964 spett.)\| Arbitro: \| Strebre Delovski \| |
| Arbitro:                               | Strebre Delovski |               |      |                                                                |

| Arbitro: | Ryūji Satō |

|                                                                                           |           |  |
| Kim Jung-woo 10’ Koo Ja-cheol 24’ Lee Dong-gook 32’ Lee Seung-yeoul 37’ Noh Byung-jun 93’ | Marcatori |  |

| Arbitro: | Kai Lam |

|                                          |           |  |
| Yu Hai 5’ Gao Lin 27’ Deng Zhuoxiang 60’ | Marcatori |  |

| Arbitro: | Liang Zhao |

|                            |           |  |
| Tamada 41’, 82’ Tanaka 65’ | Marcatori |  |

| Arbitro: | Kim Jong-hyeok |

|  |           |                       |
|  | Marcatori | 41’, 74’ (rig.) Qu Bo |

| Arbitro: | Strebre Delovski |

|                 |           |                                                               |
| Endō 23’ (rig.) | Marcatori | 33’ (rig.) Lee Dong-gook 39’ Lee Seung-yeoul 70’ Kim Jae-sung |

## Classifica marcatori

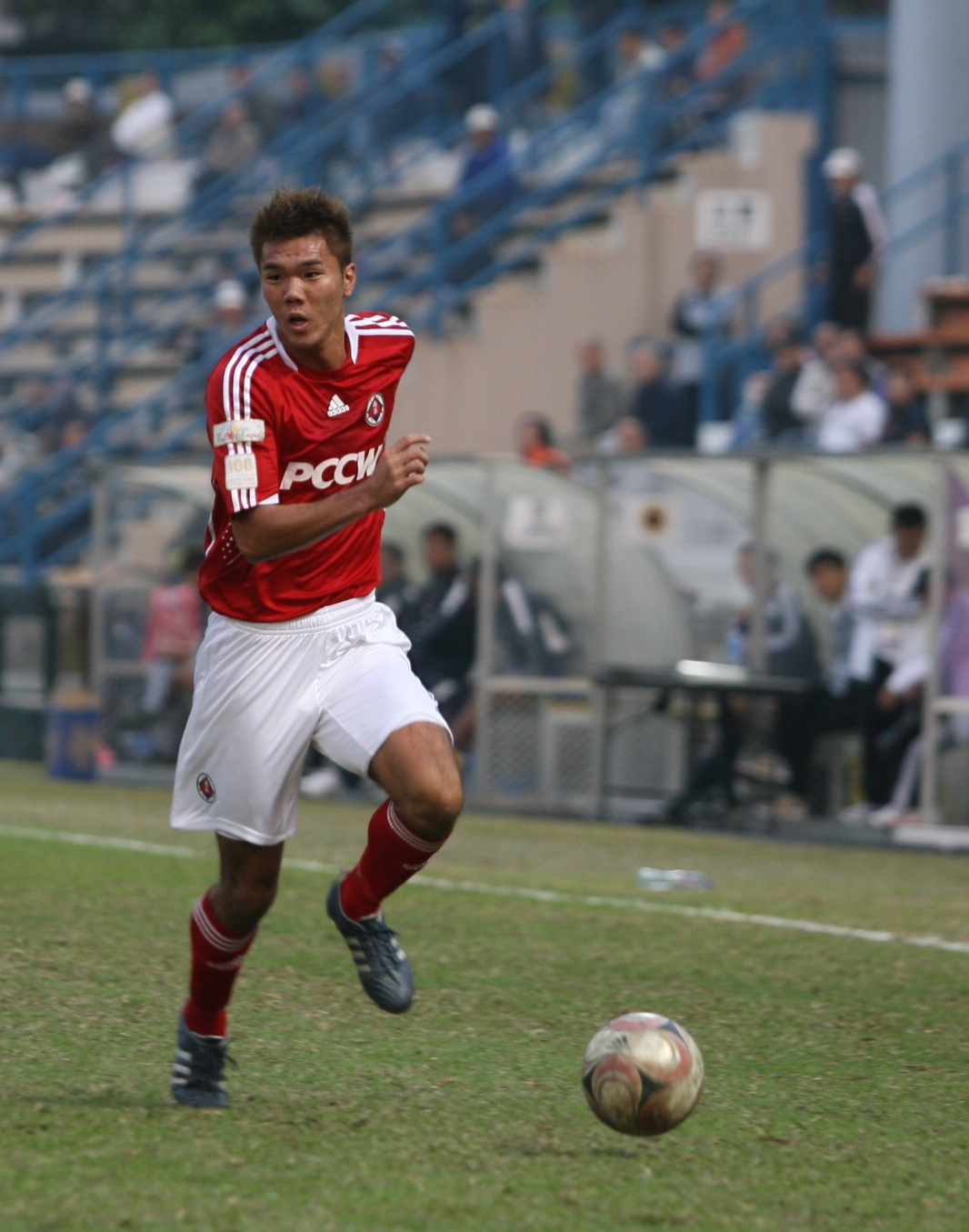
Chan Siu Ki, uno dei capocannonieri.

5 reti
- Chan Siu Ki
- Joshua Andrew Borja

4 reti
- An Chol-hyok
- Chan Kin Seng

3 reti
- Chao Pengfei
- Ho Man Hu

2 reti
- Jason Ryan Cunliffe
- Choe Kum-Chol
- Lee Dong-gook
- Lee Seung-Yeoul
- Qu Bo
- Keiji Tamada
- Chang Han
- Chen Po-Liang
- Chang Wai Ho
- Tsedenbal Norjmoo
- Donorovyn Lkhümbengarav

1 rete
- Leong Chong In
- Loi Wai Hong
- Joe Wang Miller
- Peter Benjamin Loken
- Nicolas Benjamin Swaim
- Christopher Mendiola
- Ian Mariano
- Gerelt-O Sukhbaatar
- Mungunsukh Battsagaan
- Lee Wai Lim
- Gerard Ambassa Guy
- Man Pei Tak
- Wong Chin Hung
- Leung Chung Pong
- Poon Yiu Cheuk
- Kim Yong-Jun
- Pak Nam-Chol
- Mun In-Guk
- Jong Tae-Se
- Ji Yun-Nam
- Lo Chih-En
- Kim Jung-woo
- Gu Ja-Cheol
- No Byung-Jun
- Kim Jae-Sung
- Yu Hai
- Gao Lin
- Deng Zhuoxiang
- Marcus Tulio Tanaka
- Yasuhito Endō

### Record
- Gol più veloce:  Joshua Andrew Borja (Corea del Nord-Guam, seconda fase, 1º minuto)
- Gol più lento:  Chao Pengfei (Hong Kong-Guam, seconda fase, 92º minuto)
- Primo gol:  Joe Wang Miller (Macao-Isole Marianne Settentrionali, prima fase, 5º minuto)
- Ultimo gol:  Kim Jae-Sung (Giappone-Corea del Sud, fase finale, 70º minuto)

## Capocannonieri

### Capocannoniere finale
Chan Siu Ki
 Joshua Andrew Borja
5 goal

### Capocannonieri per fase
Prima fase
 Chan Kin Seng
4 goal
Seconda fase
 Chan Siu Ki
5 goal
Fase finale
 Qu Bo
 Lee Dong-gook
 Lee Seung-Yeoul
 Keiji Tamada
2 goal

## Squadra vincitrice
| Cina                            | Cina           | Cina               |
| Numero                          | Giocatore      | Squadra            |
| Portieri                        | Portieri       | Portieri           |
| ------------------------------- | -------------- | ------------------ |
| 1                               | Zeng Cheng     | Henan Construction |
| 12                              | Guan Zhen      | Jiangsu Sainty     |
| 22                              | Yang Zhi       | Beijing Guoan      |
| Difensori                       |                |                    |
| 2                               | Du Wei         | Hangzhou Greentown |
| 3                               | Sun Xiang      | Guangzhou          |
| 4                               | Feng Xiaoting  | Jeonbuk Hyundai    |
| 5                               | Zhao Peng      | Henan Construction |
| 20                              | Rong Hao       | Hangzhou Greentown |
| 25                              | Liu Jianye     | Jiangsu Sainty     |
| 31                              | Wang Qiang     | Shandong Luneng    |
| 45                              | Zhang Linpeng  | Guangzhou          |
| 58                              | He Yang        | Tianjin Teda       |
| Centrocampisti                  |                |                    |
| 6                               | Huang Bowen    | Beijing Guoan      |
| 8                               | Deng Zhuoxiang | Shandong Luneng    |
| 15                              | Yang Hao       | Beijing Guoan      |
| 21                              | Yu Hai         | Shaanxi Chanba     |
| 39                              | Zhao Xuri      | Shaanxi Chanba     |
| 42                              | Yan Feng       | Dalian Shide       |
| 93                              | Wu Lei         | Shanghai East Asia |
| Attaccanti                      |                |                    |
| 11                              | Qu Bo          | Shaanxi Chanba     |
| 17                              | Gao Lin        | Guangzhou          |
| 19                              | Jiang Ning     | Guangzhou          |
| 32                              | Yang Xu        | Liaoning FC        |
| Commissario tecnico: Gao Hongbo |                |                    |